# Campagne de la vallée de Shenandoah (1862)
Pour les articles homonymes, voir Campagnes de la vallée de Shenandoah.
Batailles
Bataille de Kernstown - Bataille de McDowell - Bataille de Front Royal - Bataille de Winchester - Bataille de Good's Farm - Bataille de Cross Keys - Bataille de Port Republic.
La campagne de la vallée de Shenandoah est une brillante campagne du général Stonewall Jackson en Virginie qui se déroule durant la guerre de Sécession, au printemps 1862.
De par son audace et de rapides manœuvres, la troupe confédérée de Jackson, composée de 17 000 hommes, remporte plusieurs combats contre trois armées fédérales (plus de 60 000 hommes), empêchant alors l'armée des États-Unis de recevoir les renforts souhaités pour son offensive contre Richmond, la capitale sudiste.
Cette campagne est toujours étudiée dans les écoles militaires comme emblématique de l'utilisation de la vitesse d'exécution pour compenser une faiblesse numérique.

## La situation stratégique

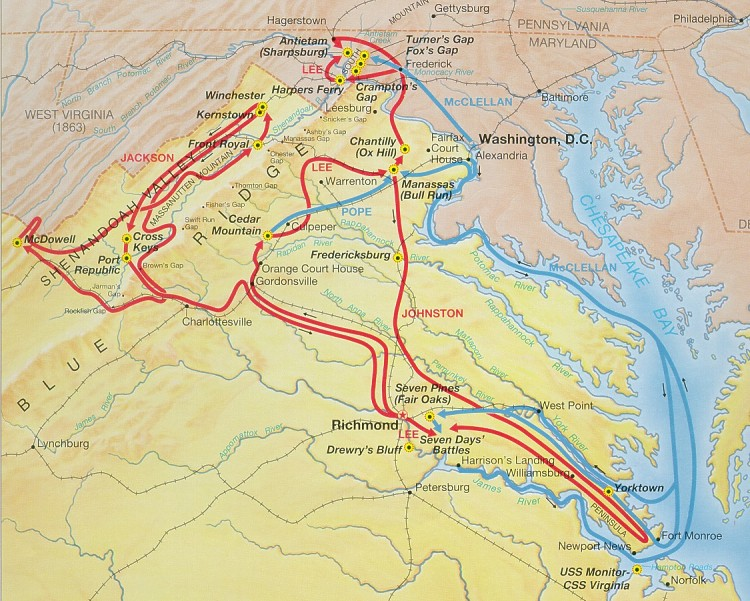
Vision d’ensemble du théâtre d’opérations en 1862.

Après la première bataille de Bull Run, le gouvernement fédéral s'est rendu compte que la guerre serait plus longue qu'espéré. La prise de la capitale sudiste, Richmond, devient l'objectif principal. Une armée fédérale de près de 100 000 hommes, sous le commandement de George McClellan, débarque le 17 mars à Fort Monroe pour remonter vers Richmond.
Un fort corps d’armée unioniste est stationné dans la région de Fredericksburg, alignant 3 divisions. Sa position lui permet de défendre Washington mais aussi d’aller renforcer McClellan pour son attaque de Richmond. D’autres unités de moindre importance sont stationnées plus à l’ouest de la capitale unioniste mais pourraient, éventuellement, être amenées en soutien de l’attaque sur Richmond.
Pour contrer cette offensive, le conseiller militaire du président Davis, Robert Lee, imagine une diversion, prendre l'offensive plus à l'ouest, dans la vallée de la Shenandoah. De la sorte, Washington semblera être menacée et les unionistes devront affaiblir ou, à tout le moins, ne pas renforcer les troupes menaçant Richmond,.

## Situation géographique

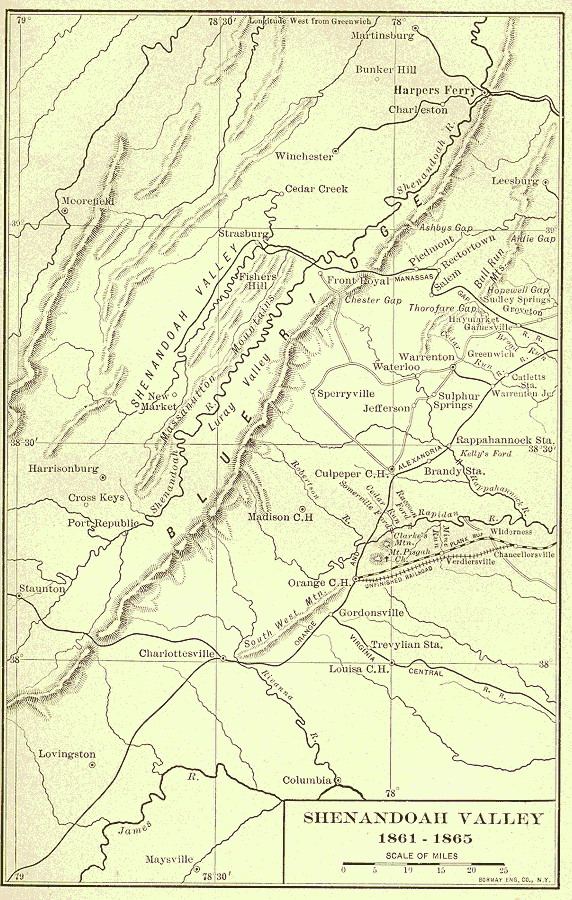
Carte de la vallée de Shenandoah.

Pour apprécier les qualités militaires de cette campagne, il est indispensable de bien comprendre la géographie de la vallée de la Shenandoah.
Elle est grossièrement orientée nord-est - sud-ouest. Elle est bordée à l'est par la chaîne des Blue Ridge, à l'ouest par les Appalaches. Au nord, elle est bordée par le Potomac, et offre une voie de pénétration rapide vers Washington ou Baltimore. Au sud, elle est bordée par la James River, qui mène vers Richmond.
La vallée, en pente descendant vers le nord, peut être sommairement divisée en trois parties, de superficie grossièrement équivalentes, du nord vers le sud.
La partie basse s’étend du Potomac aux premiers reliefs des Massanutten Mountains (en), sur environ 35 miles. Sa largeur est alors de 15 miles environ. La rivière Shenandoah, réunion de ses deux branches North Fork et South Fork, la parcourt et n’est pas guéable (en particulier en ce printemps 1862, fort pluvieux). Les agglomérations principales sont Strasburg et Front Royal. Deux lignes de chemin de fer la parcourent. La première vient du nord, de Harpers Ferry, et relie Winchester. La seconde vient de l’est, franchit les Blue Ridge par le Manassas Gap et relie Strasburg et Mount Jackson.
La partie moyenne de la vallée de Shenandoah, 35 miles environ, présente un aspect particulier. Elle est divisée longitudinalement en deux par la chaîne des Massanutten Mountains ; cette barrière n’offre qu’un seul passage commode pour passer d’une vallée à l’autre, à hauteur de la ville de South River (South Fork Shenandoah River). La partie est, dénommée vallée de Luray, du nom de l’agglomération principale, est la plus étroite et la moins utile sur le plan militaire, tant par les ressources qu’elle offre que par ses moyens de communications limités. Elle est arrosée par la branche est de la rivière Shenandoah, le South Fork, et bénéficie de deux passes vers l’est pour passer les Blue Ridge. La partie de la vallée située à l’ouest des Massanutten Mountains conserve le nom de Vallée de la Shenandoah et est arrosée par le North Fork. Les principales agglomérations sont New Market et Harrisonburg, toutes les deux à l’ouest des Massanutten Mountains.
Militairement parlant, la ville la plus importante de la vallée est Harrisonburg qui contrôle les ponts sur la South Fork, donnant accès à la partie haute de la vallée. Elle permet aussi de contrôler la principale voie de passage, la Valley Turnpike, route macadamisée autorisant des déplacements faciles et rapides vers le nord ou le sud. Cette route est même la seule à rester utilisable quand les intempéries transforment les autres en bourbiers. D’un tracé assez rectiligne, elle permet d’aller rapidement du haut en bas de la vallée.
La partie haute de la vallée de Shenandoah, la plus au sud et la plus large (30 miles), est aussi la plus riche. Elle s’étend de l’extrémité sud des Massanutten jusqu’aux berges de la James, 60 miles plus au sud. Pour accéder à cette partie depuis le nord, il faut pouvoir traverser la North River qui coule d’ouest en est pour se jeter dans la South River (en) à Port Republic formant alors le South Fork de la Shenandoah.
Elle comporte des agglomérations plus importantes comme Staunton et Lexington, sur la ligne de chemin de fer de la Virginia Central Railroad, ligne de première importance pour la Confédération.

## Les forces en présence

### Forces confédérées

#### Le commandement
Thomas J. Jackson
Né en 1824, Thomas Jonathan Jackson entre à West Point en 1842. Il en sort diplômé en 1846 et participe à la guerre contre le Mexique en tant que lieutenant d'artillerie. Il devient ensuite professeur de tactique d'artillerie et de philosophie naturelle à l'Institut Militaire de Virginie à Lexington.
- C'est un général privilégiant l'offensive a la défensive (par opposition a James Longstreet préférant les stratégies défensives). Il instaure une discipline stricte parmi ses hommes (exemple de la Brigade Stonewall).

Turner Ashby
- éléments biographiques succincts
- style de commandement

Richard S. Ewell
- éléments biographiques succincts
- style de commandement

#### Les troupes
Quand Stonewall Jackson prend le commandement des forces confédérées, District militaire de la Vallée de la Shenandoah, en novembre 1861, elles sont quasiment constituées d'unités de la milice de Virginie. Il dispose d'environ 3 600 fantassins. Sa cavalerie est composée du 7e de Virginie commandé par Turner Ashby, soit 10 compagnies de 60 cavaliers environ. Son artillerie est de 27 canons, 6 batteries.
Vers la fin du mois d'avril 1862, Jackson obtient des renforts. D'abord le rattachement de son ancienne brigade, ensuite celui de la division de Richard Ewell. Au total, il dispose de 9 000 hommes environ.
La cavalerie, placée sous le commandement de Turner Ashby, regroupe désormais 26 compagnies, soit la valeur approximative d'une bonne brigade. Elles sont cependant en sous-effectif chronique. Composées de recrues inexpérimentées fascinées par leur commandant, ces cavaliers n'hésitent pas à quitter les rangs selon leurs envies.

### Forces unionistes

#### Le commandement
Nathaniel Banks
- éléments biographiques succincts
- compétence militaire

John C. Frémont
- éléments biographiques succincts
- compétence militaire

#### Les troupes
Les forces unionistes se composent de plusieurs divisions, rattachées à plusieurs Départements militaires, et qui vont agir sans coordination. Au début de 1862, elles comprennent le corps d'armée de Nathaniel Banks (5e corps de l'armée du Potomac) et la division de Rosecrans, éparpillée dans l'ouest de la Virginie. Le corps de Banks, à l'origine de 3 divisions, 25 000 hommes, en a déjà perdue une, envoyée vers l'est ; une seconde se prépare aussi à partir à son tour.
Plus à l'ouest, John C. Frémont, Département des montagnes ("Mountain Department"), est en train de mettre sur pied une armée de 25 000 hommes, destinée à agir dans le Tennessee, en direction de Knoxville.

## Les différentes étapes de la campagne

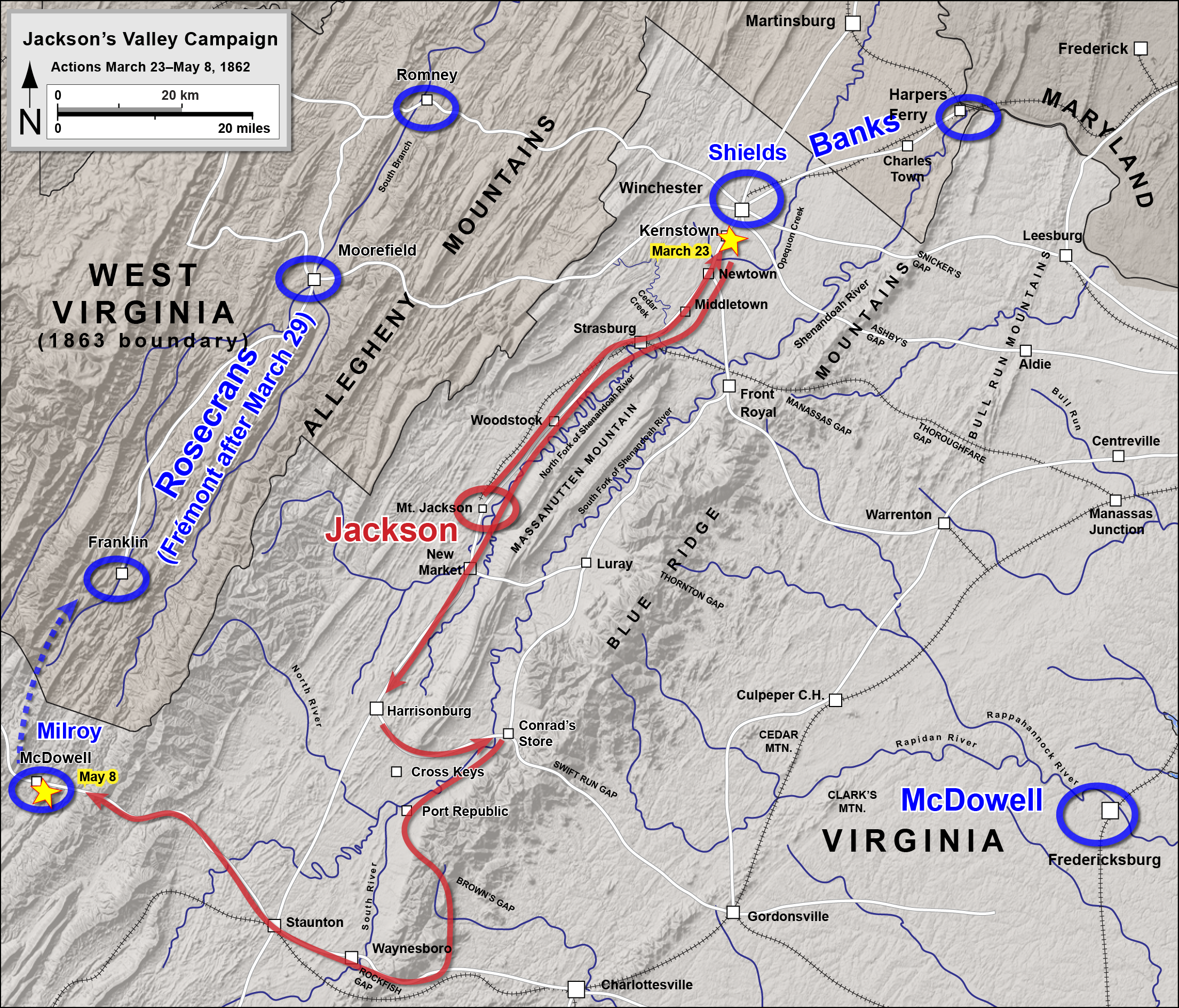
Campagne de la Shenandoah, 1862, de Kernstown à McDowell.
Confédérés
Fédéraux

### Première phase

#### Kernstown (23 mars)
Les ordres reçus de Johnston obligeaient Jackson à empêcher les troupes de Banks de quitter la vallée, ce qu'elles étaient, apparemment, en train de faire. Dans l'une des plus épuisantes marches forcées de la guerre, Jackson dirige ses troupes vers le nord. Elles marchent 42 kilomètres (25 miles) le 22 mars et 23 de plus le matin du 23 pour atteindre Kernstown. La cavalerie d'Ashby escarmouche avec les fédéraux le 22 ; Shields y reçoit une blessure. Disposant de renseignements erronés, faisant état de la retraite des unionistes dont seule une arrière-garde tiendrait la ville, Jackson attaque avec 3 000 hommes les 9 000 nordistes,,,,. Vers 18 heures, les confédérés se retirent ; leurs adversaires ne les poursuivent pas.
C'est une victoire pour les fédéraux, mais elle va les conduire à des décisions erronées. Le président Lincoln attribue la témérité de Jackson à la présence probable de forces confédérés importantes. Il laisse Banks défendre la vallée et la route de Washington ; il prélève la division Blenker sur les troupes de Mc Clellan pour renforcer Frémont. Il fait aussi stopper la division McDowell, la laissant en position pour renforcer la vallée de Shenandoah ou les forces de Mc Clellan ou défendre la capitale fédérale. Ce dernier clamant que ces mouvements allaient l'empêcher de prendre Richmond. De la sorte, la défaite de Jackson, la seule de sa carrière, se transforme en victoire stratégique,,,.

#### Retraite (24 mars - 7 mai)
Le 24 mars au matin, les unionistes commencent la poursuite de Jackson, bousculant la cavalerie d'Ashby. La poursuite est rapidement arrêtée, par suite de problèmes de ravitaillement. Les trois jours suivants les unionistes avancent lentement vers le sud, tandis que Jackson se retire jusqu'à Mount Jackson. Le 1er avril, Banks reprend sa marche vers le sud, jusqu'à Woodstock, le long de Stony Creek où de nouveaux problèmes de ravitaillement l'arrêtent. Jackson prend position à Rude's Hill, près de mount Jackson et New Market,,.
Banks reprend son avance le 16 avril. Il passe à gué le Stony Creek à la barbe des cavaliers d'Ashby qui ne surveillaient pas ce passage. Estimant que Banks a reçu des renforts, Jackson se replie à nouveau vers Harrisonburg le 18. Le 19, ses soldats marchent 33 kilomètres quittant la vallée jusqu'au Swift Run Gap. Banks occupe New Market et franchit les Massanutten pour s'emparer des ponts sur le South Fork dans la vallée de Luray. Une nouvelle fois, les cavaliers d'Ashby s'avèrent incapable de s'opposer à cette manœuvre. Les nordistes tiennent maintenant la vallée jusqu'à Harrisonburg,,.
Banks connaissait les positions tenues par Jackson, mais il se méprend sur ses intentions ; pour lui, Jackson va chercher à passer les Blue Ridge pour rejoindre la défense de Richmond. Sans directives claires de Washington, il propose que les unités sous ses ordres soient transférées à l'est des Blue Ridge ce qui, affirme-t-il, "électrifiera nos forces". Lincoln décide de n'envoyer que la division Shield vers l'est, ne laissant sous les ordres de Banks qu'une seule division ; il lui est ordonné de s'installer en position défensive à Strasburg,,.
À ce moment, La campagne de la Péninsule de MC Clellan était bien engagée et Joseph E. Johnston avait repositionné la plus grande partie de ses forces pour défendre Richmond, laissant les forces de Jackson isolées. Ce dernier reçoit de nouveaux ordres, pour interdire à Banks de s'emparer de Staunton et couper ainsi la ligne de chemin de fer du Virginia and Tennessee Railroad. Il renforce Jackson de la division de Richard S. Ewell, actuellement positionnée à Brandy Station,,.

#### Mc Dowell (8 mai)
Voyant la passivité des fédéraux, Jackson se tourne vers une autre menace potentielle, l’armée de Frémont. Déployée de l’autre côté des Allegheny’s, elle est susceptible de l’attaquer de flanc voire de le prendre en tenaille.
Laissant un rideau de troupes devant Banks, il fait rétrograder ostensiblement ses troupes vers l’est. Elles empruntent la ligne de chemin de fer Virginia Central Railroad à Mechum’s Station mais repartent vers l’ouest jusqu’à Staunton,. De là, elles gagnent le petit village de Mc Dowell, après avoir fait jonction avec la petite armée (3 000 hommes) du brigadier general Edward « Allegheny » Johnson.
La bataille voit des unionistes en infériorité numérique ne pas hésiter à attaquer les hauteurs tenues par les confédérés, leur infligeant de lourdes pertes. Dans la nuit, les brigades unionistes de Milroy et Schenck décrochent, remontant vers Franklin. Les confédérés les suivent mais ne peuvent les accrocher, en particulier par un emploi judicieux des feux de forêt par les fédéraux,,. Après une courte poursuite, Jackson ramène ses troupes dans la vallée, vers Harrisonburg.
Par cette action, il a neutralisé les forces pouvant le menacer à l’ouest. Les troupes fédérales devront alors franchir les Allegheny’s pour intervenir dans la vallée de la Shenandoah. Les passages sont peu nombreux et Jackson les a fait obstruer au mieux.
Militairement, par sa position centrale, Jackson a pu choisir son adversaire et le neutraliser avant qu’il ait pu faire sa jonction avec le reste des forces nordistes. Cela a aussi été rendu possible par la vitesse de déplacement de son armée.

### Seconde phase

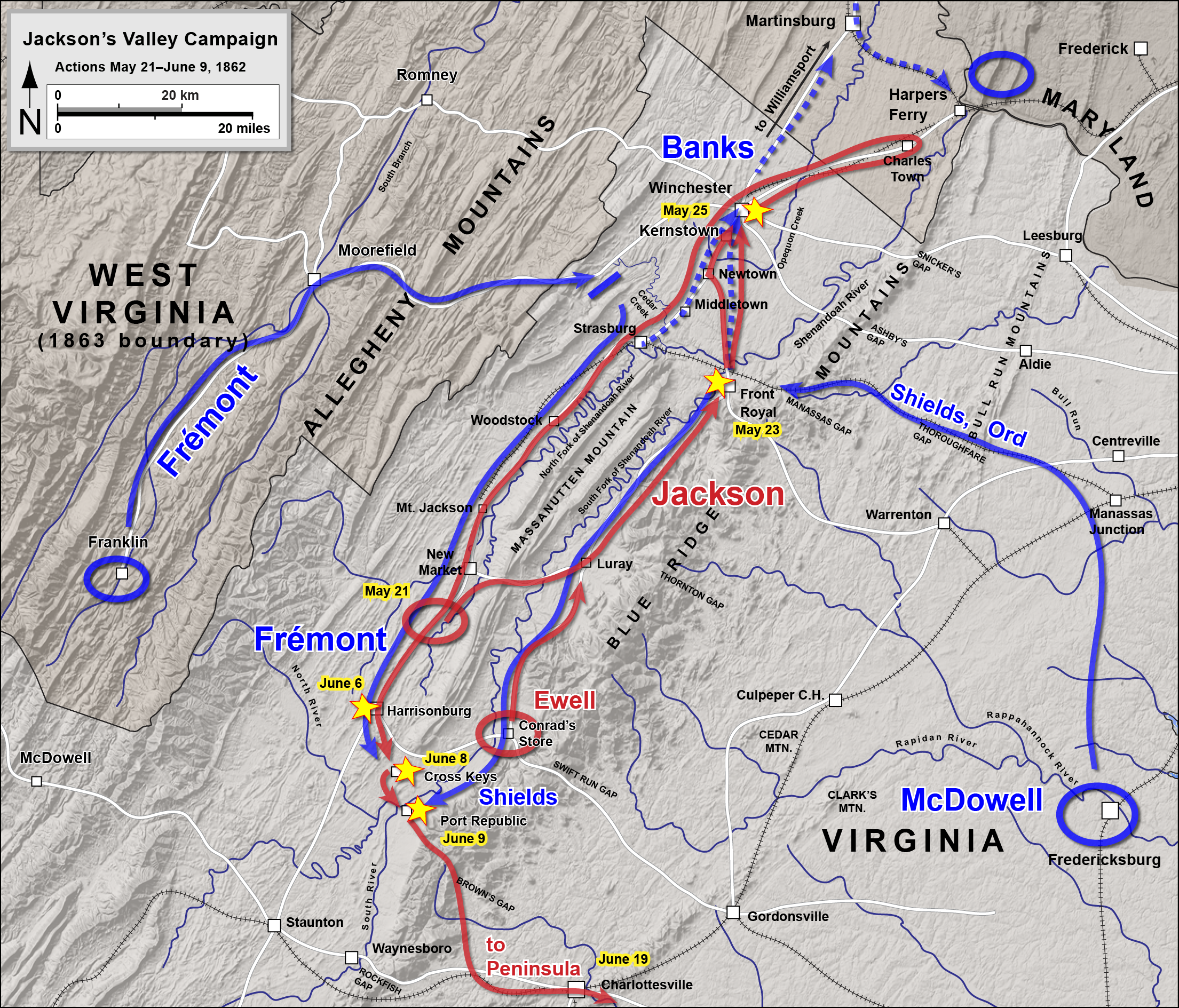
Campagne de la Shenandoah, 1862, de Front Royal à Port Republic.

Après Mc Dowell, les nordistes estiment que l’armée de Jackson va partir participer à la défense de Richmond. Une des divisions de Banks doit gagner le théâtre de l’Est. Il estime qu’il n’a plus les moyens d’adopter une posture offensive. Il se retranche à Strasburg.
Pour Jackson, le moment est venu de se tourner contre Banks. Il dispose des troupes de Johnson (blessé à Mc Dowell, celui-ci a dû abandonner son commandement). Il peut aussi compter sur le corps de Ewell, positionné à l’est de la Shenandoah, vers Swift Run Gap. Au total, ses forces s’élèvent alors à environ 17 000 hommes et 50 canons.

#### Préparation d’une offensive sudiste (10-22 mai)
Efficacement couvert par les cavaliers de Turner Ashby, qui empêchent Banks de se renseigner sur les projets de Jackson, ce dernier remonte vers le nord et, prenant le passage de New Market, passe à l'est des Massanutten. Il fait jonction avec les troupes d'Ewell et gagne Front Royal.

#### Front Royal (23 mai)
La garnison unionistes est forte d'un millier d'hommes environ avec deux canons. Elle est assaillie en début d'après-midi et rapidement submergée par les confédérés. Moins de 150 fédéraux arrivent à s'échapper.
À Strasburg, Banks pense d'abord à un raid confédéré sur Front-Royal, les communications, télégraphiques et ferroviaires, étant coupées. Quand il apprend ce qui s'est passé, il envoie sa cavalerie au sud, chercher Jackson. Comme elle ne trouve rien, il sait que son adversaire n'est pas où il l'attend, devant lui, mais sur son flanc gauche,. Banks se trouve face à trois possibilités. Soit faire retraite au nord, à travers les montagnes, vers le Potomac ; soit attaquer ses ennemis à Front Royal ; soit, enfin, faire retraite vers Winchester,.
La première possibilité l'obligerait à abandonner ses bagages et les approvisionnements des dépôts de Strasburg, ce qu'il se refuse à envisager ; la seconde, est rejetée car il s'estime, à juste titre, en état d'infériorité numérique. Il adopte donc la solution de gagner Winchester. À 3 heures du matin, le 24 mai, les troupes nordistes entament leur repli vers Winchester.
Pour Jackson, il faut rapidement couper la route de Winchester pour espérer bloquer les forces nordistes et les défaire. Il envoie donc deux régiments de cavalerie sur Newtown, agglomération sur la route Strasburg - Winchester, à mi-distance de ces deux villes. Son infanterie commence à marcher vers Winchester mais pas aussi rapidement que désiré et sous le risque de voir les unionistes manœuvrer sur ses arrières, vers Front Royal.

#### Winchester (25 mai)
Banks tente de faire front à Winchester, probablement dans l'idée que continuer la retraite ne pouvait que conduire à la dissolution totale de son armée.
Lourdement surclassé en nombre par les confédérés, les régiments fédéraux résistent quelques heures puis, menacés d'être tournés sur leurs flancs, abandonnent en hâte le terrain. Jackson est incapable de les poursuivre. Son infanterie est épuisée et sa cavalerie absente, soit occupée à piller ce qu'ont abandonné leurs adversaires, soit restant l'arme au pied parce que leur chef refuse d'obéir à un ordre non transmis dans les formes règlementaires.

#### Offensive unioniste (26 mai - 8 juin)
Washington, à commencer par Lincoln et Stanton, et en dépit des avertissements de McDowell et Mc Clellan qui faisaient valoir que les actions de Jackson ne visaient qu'à contrecarrer l’offensive unioniste vers Richmond, prend la direction des opérations.

## Sources
- (en) Cet article est partiellement ou en totalité issu de l’article de Wikipédia en anglais intitulé « Jackson’s Valley Campaign » (voir la liste des auteurs).
- Les ouvrages utilisés pour cet article sont signalés en bibliographie par .